# Jette Hansen (Handballspielerin)
Jette Hansen (* 21. Juli 1987 in Ry, Dänemark) ist eine ehemalige dänische Handballspielerin, die zuletzt beim dänischen Erstligisten Silkeborg-Voel KFUM spielte.

## Karriere
Jette Hansen spielte von 2009 bis 2012 beim dänischen Verein Silkeborg-Voel KFUM. Anschließend stand sie beim dänischen Erstligisten KIF Vejen unter Vertrag, auf dem 2013 Vejen EH hervorging. 2014 kehrte die Rückraumspielerin zu Silkeborg-Voel KFUM zurück. Hansen erzielte insgesamt 156 Tore in der Saison 2014/15, womit sie Torschützenkönigin der dänischen Liga wurde. 2015 unterschrieb sie einen Vertrag bei Team Tvis Holstebro. Mit TTH gewann sie 2016 den Europapokal der Pokalsieger. Mit 43 Treffern war Hansen die dritterfolgreichste Torschützin des Wettbewerbs. Im Sommer 2016 kehrte sie ein weiteres Mal zu Silkeborg-Voel KFUM zurück. Nach der Saison 2017/18 beendete sie ihre Karriere.
Jette Hansen bestritt am 28. November 2014 ihr erstes Länderspiel für die dänische Nationalmannschaft. Bei ihrem Debüt gegen Norwegen erzielte sie drei Treffer.